# Campeonato de México de Ciclismo en Ruta
Los Campeonatos de México de Ciclismo en Ruta se organizan anualmente desde el año 1998 para determinar el campeón ciclista de México de cada año. El título se otorga al vencedor de una única carrera. El vencedor obtiene el derecho a portar un maillot con los colores de la bandera de México hasta el Campeonato de México del año siguiente.

## Palmarés
| Año  | Ganador                | Segundo               | Tercero               |
| 1998 | Jesús Zarate Estrada   | ?                     | ?                     |
| 1999 | Eduardo Graciano       | Carlos Hernández      | Omar Martínez         |
| 2000 | Miguel Arroyo          | Alejandro Mendoza     | José Luis Jiménez     |
| 2001 | Juan Luis González     | Miguel Arroyo         | Andrés Contreras      |
| 2002 | Andrés Contreras       | Manuel Hernández      | Manuel Carbajal       |
| 2003 | Antonio Aldape         | Manuel Carbajal       | ?                     |
| 2004 | ?                      | ?                     | ?                     |
| 2005 | Domingo González       | Armando Vigeras       | Ricardo Tapia         |
| 2006 | Juan José de la Rosa   | Irwin Aguilar         | Luis Macías           |
| 2007 | Juan Pablo Magallanes  | Carlos López González | Francisco Matamoros   |
| 2008 | Luis Macías            | Bernardo Colex        | David Salomon         |
| 2009 | Florencio Ramos        | Antonio Aldape        | Juan Pablo Magallanes |
| 2010 | Carlos López González  | Luis Macías           | Juan Manuel Sandoval  |
| 2011 | Francisco Matamoros    | Florencio Ramos       | Héctor Rangel         |
| 2012 | Miguel Luis Alvarez    | Luis Enrique Lemus    | Héctor Rangel         |
| 2013 | Luis Enrique Lemus     | Luis Pulido           | Miguel Luis Álvarez   |
| 2014 | Ignacio Sarabia        | Eder Frayre           | Francisco Matamoros   |
| 2015 | Ignacio de Jesús Prado | Ignacio Sarabia       | Miguel Luis Álvarez   |
| 2016 | Luis Enrique Lemus     | Miguel Luis Álvarez   | Eder Frayre           |
| 2017 | Efrén Santos           | Eduardo Corte         | Uri Martins           |
| 2018 | Orlando Garibay        | Ulises Castillo       | Iván Carbajal         |
| 2019 | Ignacio de Jesús Prado | Ulises Castillo       | Francisco Lara        |
| 2020 | Ulises Castillo        | José Gerardo Ulloa    | Emery Hernández       |
| 2021 | Eder Frayre            | Orlando Garibay       | Flavio de Luna        |
| 2022 | Efrén Santos           | Edgar Cadena          | Jorge Peyrot          |
| 2023 | Edgar Cadena           | José Ramón Muñiz      | Ricardo Ramírez       |
| 2024 | Edgar Cadena           | Miguel Ángel Díaz     | Ulises Castillo       |